# Волта Параны
Волта Параны (порт. Volta Ciclística Internacional do Paraná) — шоссейная многодневная велогонка, проходившая по территории Бразилии с 2004 по 2015 год.

## История
Гонка была создана в 2004 году.
В 2005 году вошла в календарь только что созданного Американского тура UCI в рамках которого проводилась до 2015 года включительно имея категорию 2.2 за исключением 2008 года когда прошла на национальном уровне.
С 2011 по 2013 год не проводилась. В 2014 году гонка прошла в 8-й раз.
Маршрут гонки проходил в штата Параны в окрестностях муниципалитетов Арапонгас, Бела-Виста-ду-Параизу, Ибипоран, Жагуапитан, Роландия. Дистанция в первый год состояла из пролога (короткой индивидуальной гонки) и четырёх групповых этапов. С 2005 года состояла только из пяти групповых этапов. Протяжённость этапов была от 80 до 200 км.

## Призёры
| Год  | Победитель                  | Второй                            | Третий                |
| ---- | --------------------------- | --------------------------------- | --------------------- |
| 2004 | Соэлито Гор                 | Хосе Клаудио Дос Сантос Апаресидо | Мигель Диренна        |
| 2005 | Маурисио Моранди            | Антонио Нассименту                | Fabrício Morandi      |
| 2006 | Марсиу Мэй                  | Хорхе Джачинти                    | MacDonald Fernandes   |
| 2007 | Ренато Сибра                | Херардо Фернандес                 | Patrique Gama Azevedo |
| 2008 | Renato Dos Santos Aparecido | Fabrício Morandi                  | Jair Santos           |
| 2009 | Raul Cançado                | Eduardo Sales                     | Маркос Новелло        |
| 2010 | Марко Арриагада             | Эдгардо Симон                     | Алан Маньеццо         |
| 2014 | Карлос Манарелли            | Патрисио Альмонасид               | Грегори Панизо        |
| 2015 | Родриго Араужо де Мело      | Маркос Новелло                    | Карлос Манарелли      |